# Cold Spring, Minnesota
Cold Spring är en ort i Stearns County i Minnesota. Vid 2020 års folkräkning hade Cold Spring 4 164 invånare.